# Кори Букър
Кори Букър (на английски: Cory Anthony Booker) е американски политик, сенатор за Ню Джърси. Член е на Демократическа партия (САЩ). Брат му е Кари Букър II, а баща му – Кари Букър. През 1969 г. родителите му се борят силно срещу расизма, като настояват да си купят дом в район, където чернокожите не са добре дошли. Приятел е на Кирстен Джилибранд.
На 1 февруари 2019 г. обявява, че ще се кандидатира за президентските избори през 2020 г. в САЩ.